# 扬德罗·金塔纳
扬德罗·金塔纳（西班牙語：Yandro Quintana，1980年1月30日—），古巴男子摔跤运动员。他曾代表古巴参加2004年和2008年夏季奥林匹克运动会摔跤比赛，其中2004年奥运会获得一枚金牌。